# Nematogmus sanguinolentus
Nematogmus sanguinolentus là một loài nhện trong họ Linyphiidae. Loài này phân bố ở miền Cổ bắc.